# Mysločovice
Mysločovice (deutsch Misloschowitz, früher Misloczowitz) ist eine Gemeinde in Tschechien. Sie liegt acht Kilometer nordwestlich von Zlín und gehört zum Okres Zlín.

## Geographie
Mysločovice befindet sich in den westlichen Ausläufern des Wisowitzer Berglandes am Übergang zur Obermährischen Senke (Hornomoravský úval). Das Dorf erstreckt sich rechtsseitig des Baches Racková an der Einmündung des Míškovický potok. Nördlich erhebt sich der Široky (245 m), im Osten der Holý kopec (313 m), die Skála (344 m) und der Hřeben (399 m), südöstlich der Háj (285 m) und die Vinohrádky (301 m), im Südwesten die Korbele (281 m) sowie nordwestlich die Křemenná (314 m).
Nachbarorte sind Na Kopci und Zahnašovice im Norden, Lechotice, Strhanec und Racková im Nordosten, Hostišová im Osten, Zbožensko, Chlum und Lhotka im Südosten, Sazovice im Süden, Terezov und Bahňák im Südwesten, Machová im Westen sowie Záhlinice und Míškovice im Nordwesten.

## Geschichte
Die erste schriftliche Erwähnung des zur Herrschaft Količín gehörigen Dorfes Mysloczowicze einschließlich der Kirche erfolgte 1397, als nach dem Tode von Peter Holický von Sternberg dessen Erben Peter von Krawarn und Marquart von Sternberg die Burg Količín mit den Dörfern Blazice, Hostišová, Količín, Lechotice, Machová, Markov, Meziříčí, Míškovice, Mysloczowicze, Racková, Sazovice, Siročý und Žeranovice an die Brüder Zdenko und Jesko Lukovský von Sternberg verkauften. Zu den nachfolgenden Besitzern gehörten die Herren von Sazowitz und die von Morkowitz. Im Jahre 1446 erwarb Albert von Sternberg Mysloczowicze und schloss es an seine Herrschaft Holešov an. 1588 wurde Karl der Ältere von Zerotein Besitzer von Holešov und zu Beginn des 17. Jahrhunderts folgten die Popel von Lobkowicz. 1650 erwarb Johann von Rottal die Herrschaft. Nach dem Erlöschen des Geschlechts von Rottal erbten 1762 die Grafen von Würben die Herrschaft. Bis zur Mitte des 19. Jahrhunderts blieb der Ort nach Holešov untertänig.
Nach der Aufhebung der Patrimonialherrschaften bildete Mysloczowicz ab 1850 eine Gemeinde in der Bezirkshauptmannschaft Holešov. Die Bewohner lebten vornehmlich von der Landwirtschaft. Der heutige Ortsname Mysločovice wird seit 1872 verwendet. Die Freiwillige Feuerwehr gründete sich 1893. Zwischen 1880 und 1910 führte die Gemeinde den Namen Myslošovice. Ab 1950 gehörte Mysločovice zum Okres Gottwaldov-okolí und ab 1960 zum Okres Gottwaldov, der seit 1990 wieder den Namen Okres Zlín trägt. Zwischen 1961 und 1968 war Mysločovice mit Machová zu einer Gemeinde Mysločovice-Machová zusammengeschlossen. Seit dem 25. Februar 2003 führt die Gemeinde ein Wappen und Banner. Es symbolisiert den aktzackigen Stern der Herren von Sternberg, mit dem silbernen Kreuz auf rotem Feld das Wappen der Herren von Rottal sowie durch drei silberne Kegel auf blauem Feld das Bistum Olmütz und die hl. Dreifaltigkeit.

## Ortsgliederung
Für die Gemeinde Mysločovice sind keine Ortsteile ausgewiesen.

## Sehenswürdigkeiten

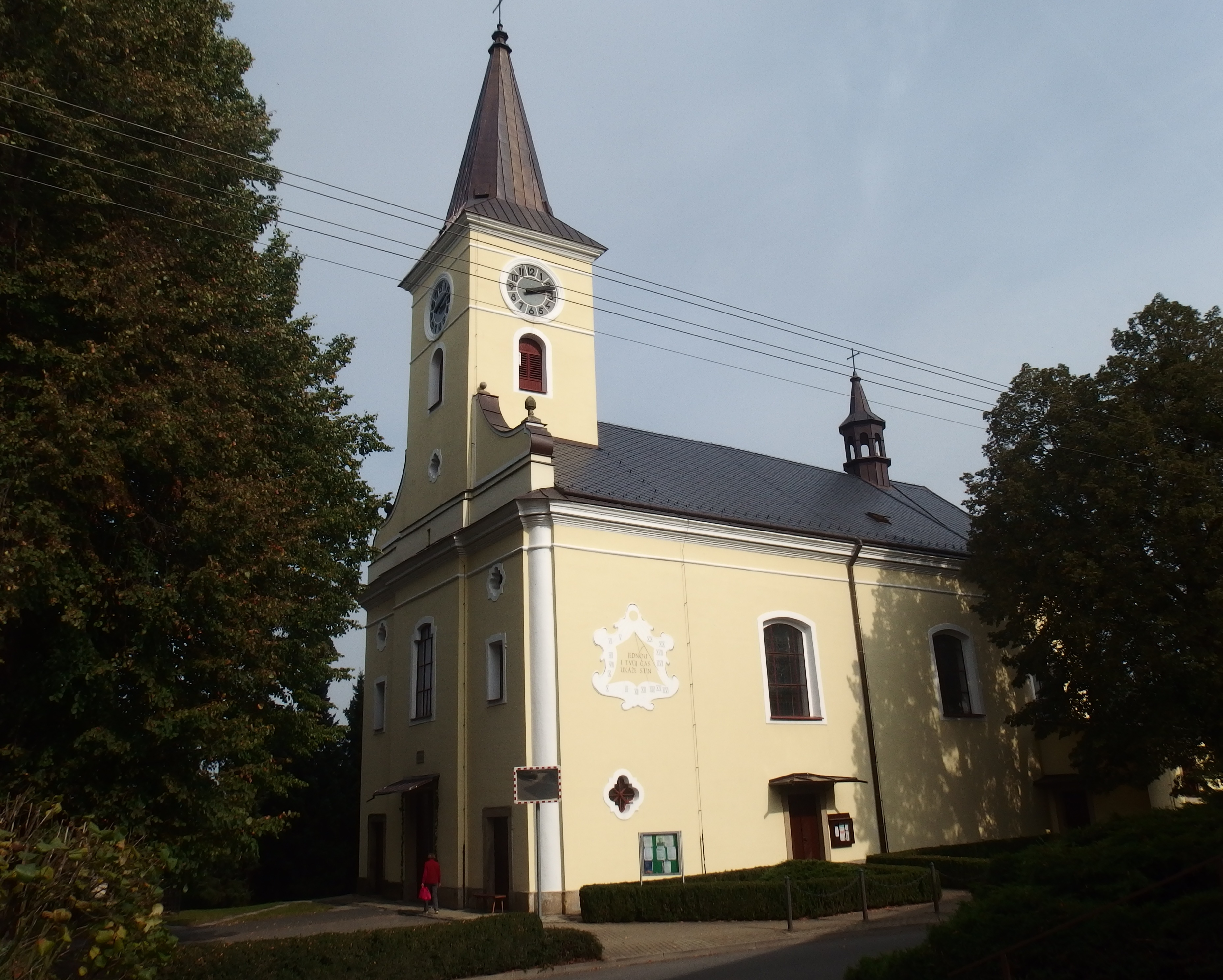
Kirche der hl. Dreifaltigkeit

- Kirche der hl. Dreifaltigkeit, erbaut 1752–1758 durch den Baumeister Thomas Sturm anstelle der alten Kirche von 1397, den Grundstein legten Franz Anton von Rottal und Generalvikar Graf Egkh. Am 2. Oktober 1758 wurde sie geweiht.
- barocke Kapelle des hl. Johannes von Nepomuk, errichtet 1730, am Weg auf den Široky
- Palka-Mühle (Palkův Mlýn), die Wassermühle ist seit 1409 als herrschaftliche Mühle nachweisbar, seit 1910 befindet sie sich im Besitz der Familie Palka.
- Museumsstube im Gemeindeamt
- Denkmal für die Opfer des Ersten Weltkriegs, errichtet 1920, an der Kirche
- Marienstatue an der Ortsgrenze zu Machová, errichtet 1888
- archäologische Fundstätte mit Kern einer mittelalterlichen Feste und aufgeschichtetem Wall aus dem 14. Jahrhundert auf den Fluren des Gutes Nr. 9